# Lois Betteridge
Lois Betteridge (Ottawa, 17 de diciembre de 1997) es una deportista canadiense que compite en piragüismo en la modalidad de eslalon. Ganó tres medallas de plata en el Juegos Panamericanos, en los años 2019 y 2023.

## Palmarés internacional
| Juegos Panamericanos | Juegos Panamericanos | Juegos Panamericanos | Juegos Panamericanos |
| Año                  | Lugar                | Medalla              | Competición          |
| -------------------- | -------------------- | -------------------- | -------------------- |
| 2019                 | Lima (Perú)          | Medalla de plata     | C1 individual        |
| 2023                 | Santiago (Chile)     | Medalla de plata     | C1 individual        |
| 2023                 | Santiago (Chile)     | Medalla de plata     | K1 cross             |